# Аль-Аббас ибн Ахмад
аль-Аббас ибн Ахмад (ум. 884) — старший сын Ахмада ибн Тулуна, первого правителя Египта из династии Тулунидов. Безуспешно поднял мятеж против отца.

## Биография
Аббас был старшим сыном египетского эмира Ахмада ибн Тулуна и Хатун, дочери тюркского командующего дворцовой гвардии Аббасидов Ярджука аль-Турки.
В 878 году, во время отсутствия Ахмада ибн Тулуна в Египте, занятого войной в Азии, Аббас попытался захватить власть и восстал против отца. С частью войска, перешедшего на его сторону, и суммой в миллион динариев он удалился в Барку, подальше от разгневанного ибн Тулуна. Ахмад срочно вернулся в Фустат и предпринял самую широкую подготовку для укрощения строптивого сына, который решил удалиться ещё дальше. Чтобы избежать возможной встречи с отцом, он двинулся прямо в пределы владений Ибрахима II Аглабида и со своей недисциплинированной армией принялся грабить восточный округ Триполиса. Соседние берберы предложили Ибрахиму свою помощь. В 880 году Аббаса разбили и отбросили снова к Барке. Здесь он смог продержаться ещё некоторое время, пока в 882 году посланное Ахмадом войско не уничтожило его отряд и не взяло самого его в плен.
После смерти ибн Тулуна (май 884 года) к власти пришёл Хумаравейх (младший брат аль-Аббаса), приказавший казнить аль-Аббаса.